# Лоле
Лоле́ (порт. Loulé; МФА: [ɫo.ˈɫɛ]) — муніципалітет і місто в Португалії, в окрузі Фару. Розташований у південній частині країни, на березі Атлантичного океану, на теренах історичної португальської провінції Алгарве. Належить до Фаруської діоцезії Католицької церкви в Португалії. Права міського самоврядування має з 1266 року. Поділяється на 9 парафій. За адміністративним поділом, чинним до 1976 року, був складовою провінції Алгарве. Площа муніципалітету — 763,67 км², населення муніципалітету — 70622 ос. (2011); густота населення — 92,48 осіб/км²
. Патрон — Діва Марія. Святковий день муніципалітету — 1-й четвер після Вознесіння. Поштовий індекс — 8100.  Код місцевої адміністративної одиниці — 0808. Складова статистичного регіону Алгарве.

## Географія
Лоле розташоване на півдні Португалії, в центрі округу Фару.
Лоле межує на півночі з муніципалітетом Алмодовар, на сході — з муніципалітетами Алкотін, Тавіра і Сан-Браш-де-Алпортел, на південному сході — з муніципалітетом Фару, на південному заході — з муніципалітетом Албуфейра, на заході — з муніципалітетом Сілвеш. На півдні омивається водами Атлантичного океану.
За колишнім адміністративним поділом місто належало до провінції Алгарве — сьогодні це однойменний регіон і субрегіон.

## Історія
Після арабського завоювання Піренейського півострова Лоле перебувало під владою маврів. 1249 року поселення звільнив португальський король Афонсу III, а 1266 року — надав йому форал, яким визнав за поселенням статус містечка та муніципальні самоврядні права.
Місто було практично зруйновано землетрусом 1755 року.
У 1887 році побудовано залізницю в Алгарве — місто отримає важливу залізничну станцію на Лінії Алгарве. З кінця 19 століття в економіці району домінувала видобувна промисловість (хлорид натрію), закриті шахти якої сьогодні є об'єктом гірничого туризму.
З другої половини 20 століття туризм стає головною галуззю району — будуються нові готелі і пляжна інфраструктура, з'являються надсучасні туристичні комплекси та урбанізації, зокрема Кінта-ду-Лагу (порт. Quinta do Lago) і Вале-ду-Лобу (порт. Vale do Lobo). Середня вартість одного квадратного метра житла в таких урбанізаціях перевищує 5 тис. євро і є найдорожчою в країні (одним з власників житла в Кінті-ду-Лагу є відомий англійський футболіст Майкл Овен).
Сьогодні у Кінті-ду-Лагу йде будівництво першого шестизіркового готелю в Португілії (порт. Palácio da Quinta Resort & Spa), відкриття якого заплановане до кінця 2009 року із загальним обсягом інвестицій понад 88 млн євро і загальною площею 61 тис. м². Проектом передбачено 160 окремих номерів і 80 апартаментів.
19 серпня 1983 року у Лоле народився 9-й президент Португалії Жозе Мендіш Кабесадаш. На території муніципальної громади Болікейме у 1939 році народився теперішній президент країни Анібал Антоніу Каваку Сілва.

## Населення
| Кількість мешканців | Кількість мешканців | Кількість мешканців | Кількість мешканців | Кількість мешканців | Кількість мешканців | Кількість мешканців | Кількість мешканців | Кількість мешканців | Кількість мешканців | Кількість мешканців | Кількість мешканців | Кількість мешканців | Кількість мешканців | Кількість мешканців |
| ------------------- | ------------------- | ------------------- | ------------------- | ------------------- | ------------------- | ------------------- | ------------------- | ------------------- | ------------------- | ------------------- | ------------------- | ------------------- | ------------------- | ------------------- |
| 1864                | 1878                | 1890                | 1900                | 1911                | 1920                | 1930                | 1940                | 1950                | 1960                | 1970                | 1981                | 1991                | 2001                | 2011                |
| 26 122              | 31 729              | 38 782              | 44 343              | 44 355              | 44 248              | 44 026              | 52 126              | 50 953              | 45 126              | 35 679              | 44 051              | 46 585              | 59 160              | 70 622              |

## Парафії
1. Алмансіл (порт. Almancil)
2. Алте (порт. Alte)
3. Амейшіал (порт. Ameixial)
4. Бенафін (порт. Benafim)
5. Болікейме (порт. Boliqueime)
6. Керенса (порт. Querença)
7. Куартейра (порт. Quarteira)
8. Салір (порт. Salir)
9. Сан-Клементе (порт. São Clemente)
10. Сан-Себаштьяу (порт. São Sebastião)
11. Тор (порт. Tôr)

При чому муніципальна громада Куартейри одночасно є містом, а дві муніципальних громади Сан-Клементе і Сан-Себаштьяу — утворюють місто Лоле.

## Економіка, побут, транспорт
Сьогодні Лоле — один з найважливіших туристичних районів країни. Саме на території муніципальної громади Куартейри знаходиться один з найбільших у Європі туристичних комплексів — Віламо(у)ра, де побудовані десятки чотирьох- та п'ятизіркових готелів на загальній площі 1600 га. На атлантичному узбережжі муніципалітету знаходяться 7 відомих пляжів (порт. Praia de Vilamoura, Praia da Quarteira, Praia de Vale do Lobo, Praia do Garrão, Praia do Ancão, Praia da Quinta do Lago, Praia da Falésia). Крім того, економіка району представлена торгівлею, послугами та будівництвом.
Щороку в Лоле відбувається відомий на національному рівні карнавал.
Через Лоле проходить національна автомобільна дорога N-125 (зв'язує з містом Фару) і західним узбережжям Алгарве), а також швидкісна автомагістраль A-22 (відоміша як «Via do Infante»).
У передмісті Лоле (на кордоні з містом Фару) знаходиться стадіон «Алгарве», який було збудовано спеціально до Чемпіонату Європи з футболу 2004 року. Стадіон приймав 3 матчі європейської першості (у тому числі один чвертьфінал), вміщує 30 305 глядачів і є домашньою ареною місцевого футбольного клубу «Лолетану».

## Туризм
Серед архітектурних пам'яток особливий інтерес викликають археологічні залишки римських часів в Серру-да-Віла (порт. Ruínas romanas do Cerro da Vila), міст римських часів в Торі (порт. Ponte romana de Tôr), декілька церков як у самому місті так і на території муніципалітету (порт. Igreja Matriz de Loulé, Igreja da Misericórdia de Loulé, Igreja da Graça, Igreja de São Lourenço de Almancil, Igreja Matriz de Alte), фортеця Лоле (порт. Castelo de Loulé).
Територія південно-східної частини муніципалітету належить до природного парку «Ріа-Формоза»: порт. Parque Natural da Ria Formosa, який простягається на відстані 60 км уздовж атлантичного узбережжя із загальною площею 18,4 тис. га. Заповідник було створено 9 грудня 1987 року і відомий як водний ареал рідкісних видів птахів та рослин.

## Галерея

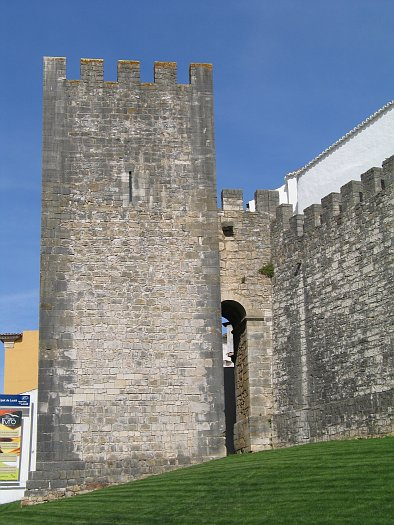
Стіна фортеці в Лоле
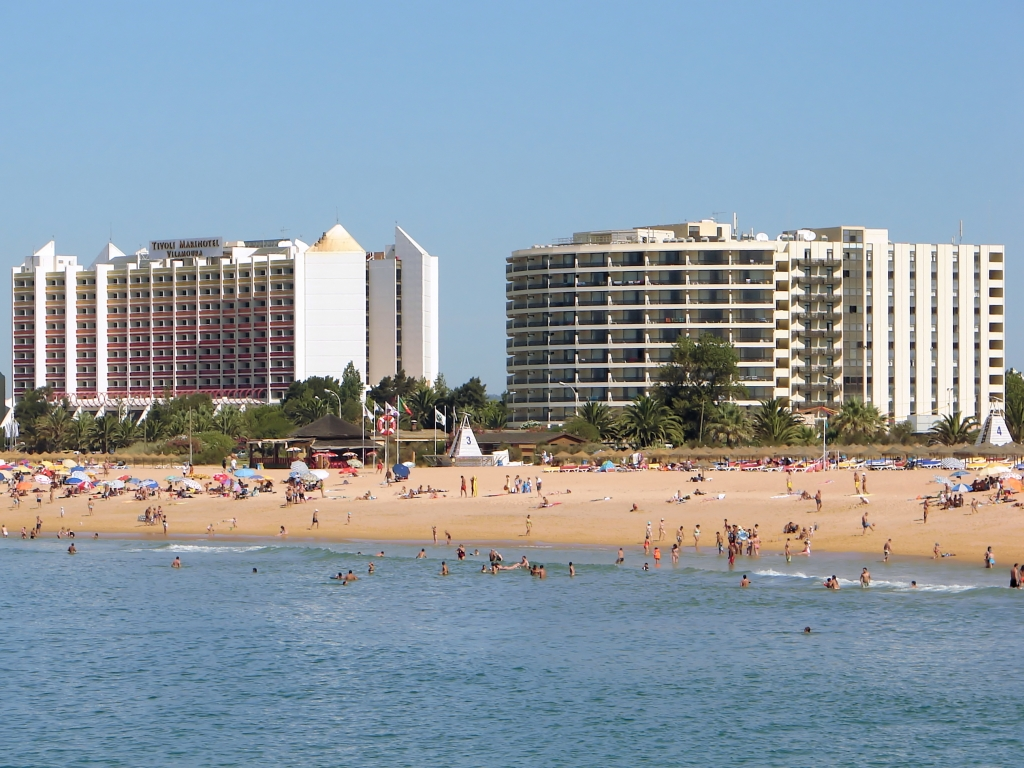
Готелі і пляж Віламо(у)ри
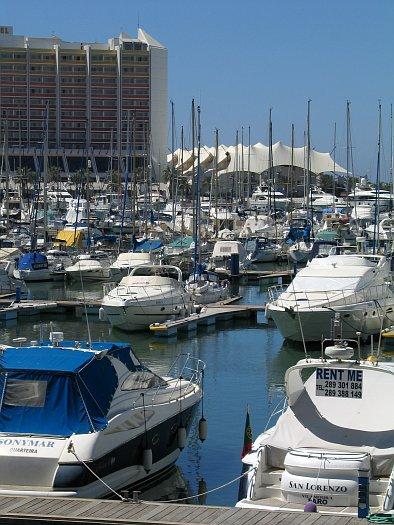
Гавань Віламо(у)ри
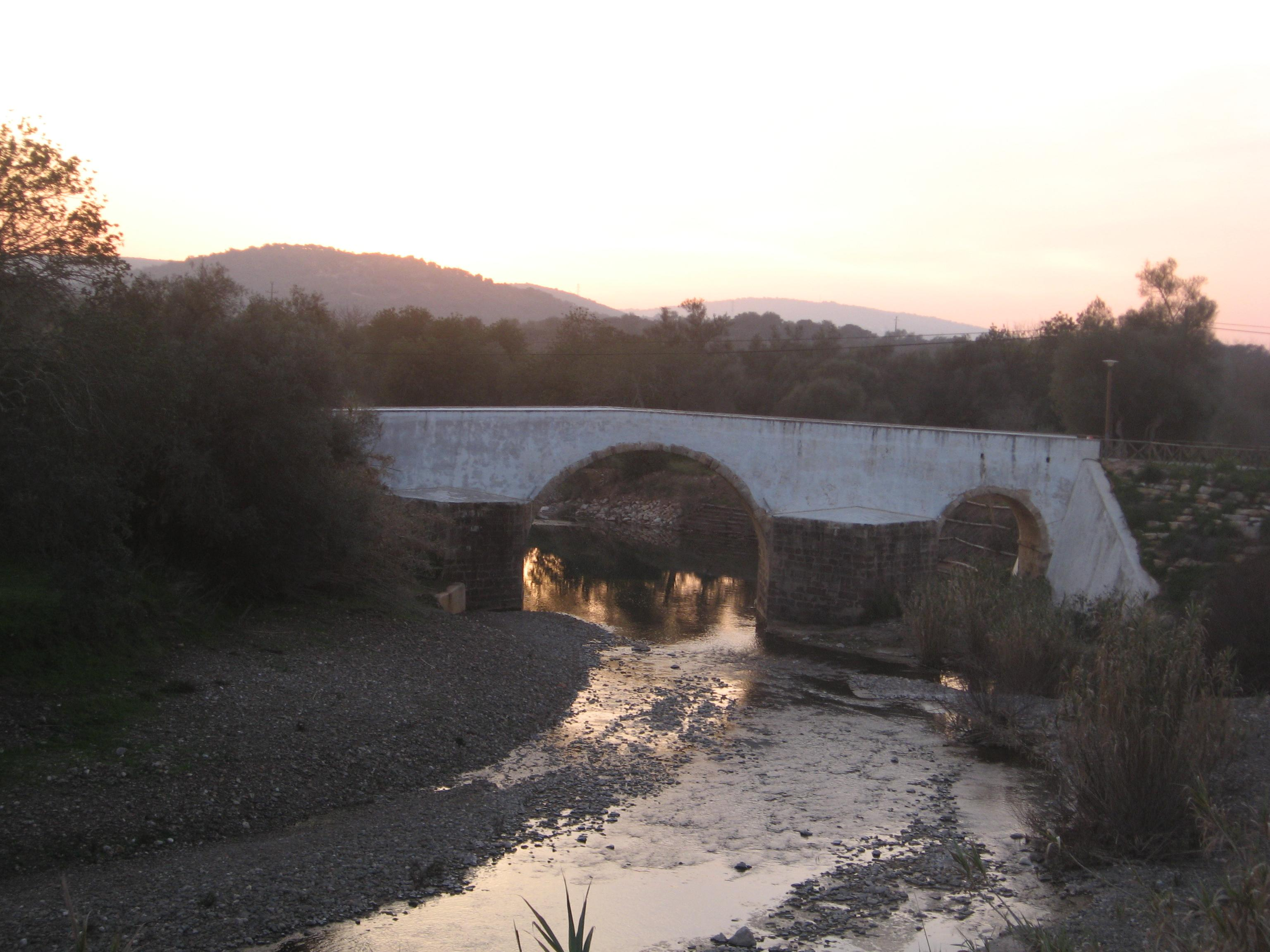
Міст римських часів у Торі